# Марионетки (театр-студия)
Театр-студия кукол «Марионетки» — студия-театр кукол в городе Евпатория (Крым); городской центр культуры и досуга.

## Общие данные
Театр-студия кукол «Марионетки» расположен недалеко от ворот дровяного базара в евпаторийском центре города по адресу: Ул. Интернациональная, д. 17, г. Евпатория.

## История, репертуар и деятельность
Театр-студия кукол «Марионетки» в Евпатории был организован в 1991 году при детском парке Евпатории.
С момента образования театр работает с куклами-марионетками и является в этом жанре единственным в Крыму. Кроме марионеток, актёры театра используют куклы-маски и работают в живом плане.
В репертуаре театра спектакли для детей разного возраста и взрослых, это, в частности, сказки, шоу-программы с участием кукол, а также театрализованные развлекательные программы.
Евпаторийский театр-студия кукол «Марионетки» — неоднократный участник международных фестивалей и ярмарок. Коллектив театра часто принимает участие в различных праздничных мероприятиях, которые происходят в городе Евпатории. Нередко в заведении устраивают благотворительные представления.
Евпаторийские «Марионетки» еще и единственный на полуострове муниципальный театр. Но по своей сути — авторский. Его создатель — заслуженный работник культуры Республики Крым Лариса Владимировна Дубова. Она же худрук, автор пьес, художник, режиссер, бутафор и даже иногда артист этого театра — все в одном лице.
Годом создания  евпаторийского театра кукол считается 1991. Однако, строго говоря, он родился в 1986 году. Именно тогда Лариса Владимировна начала выступать в Евпатории с куклами, созданными своими руками, и спектаклями, поставленными по собственным сценариям. Целых пять лет этот авторский театр носил название «Потешки». И только в 1991 году, когда стал муниципальным, получил новое имя — «Марионетки».
В разные годы «Марионетки» принимали участие и становились призером различных театральных фестивалей в Украине, России, Польше и Германии.